# GCIRS 13E
GCIRS 13E – potencjalna czarna dziura o masie pośredniej rzędu około 1300 mas Słońca znajdująca się na orbicie o promieniu około 3 lat świetlnych od supermasywnej czarnej dziury Sagittarius A* w centrum Drogi Mlecznej. Na swojej orbicie porusza się z prędkością 280 km/s.
GCIRS 13E jest związana z niewielką gromadą siedmiu masywnych gwiazd IRS 13. Przypuszcza się, że masywne gwiazdy nie mogą powstawać tak blisko supermasywnej czarnej dziury takiej jak Sagittarius A*. Ponieważ mają one krótki okres życia to prawdopodobnie gwiazdy IRS 13 muszą migrować w kierunku centralnej czarnej dziury od ostatnich 10 milionów lat, prawdopodobnie z orbity znajdującej się około 60 lat świetlnych dalej niż obecna. Gwiazdy towarzyszące GCIRS 13E są prawdopodobnie pozostałością gromady kulistej, której kolizje gwiazd przyczyniały się do rozwoju czarnej dziury.
W 2005 roku grupa niemieckich naukowców stwierdziła, że obecność mniejszej czarnej dziury w pobliżu centrum Galaktyki jest wątpliwa. Wniosek ten oparto na dynamicznych badaniach małych gromad gwiazd, w których powinny znajdować się prawdopodobne czarne dziury. Jednak gdyby w gromadzie IRS 13 nie występował tak masywny obiekt, nie byłaby ona powiązana grawitacyjnie, a z obserwacji wynika, że jest związana. Dodatkowo obserwacje prowadzone za pomocą teleskopu Chandra wskazują, że gromada jest źródłem promieniowania rentgenowskiego. Debata na temat rzeczywistego istnienia GCIRS 13E jest nadal otwarta.